# Tolema (Ort, Leotala)
Tolema ist ein osttimoresischer Ort im Suco Leotala (Verwaltungsamt Liquiçá, Gemeinde Liquiçá). Das Dorfzentrum liegt im Süden der Aldeia Tolema in einer Meereshöhe von 733 m, nahe der Südgrenze zur Aldeia Caimegoluli. Südlich befindet sich der Nachbarort Caimegoluli, östlich der Ort Hatumasi.
In Tolema befindet sich eine Grundschule.